# Petr Lesenský
Petr Lesenský (* 3. března 1979) je český novinář, marketér a odborník na public relations. Od roku 2017 je členem výkonné rady české Asociace Public Relations. Zastává rovněž pozici místopředsedy v Radě pro marketing města Brna, je členem pracovní skupiny Regionální hospodářské komory Brno a majitel PR a marketingové agentury Lesensky.cz, členem mezinárodní sítě PR Network, zakladatelem vzdělávacího střediska PR Akademie a první studentské PR agentury PR Gang. Kromě své angažovanosti v public relations a marketingu je certifikovaným futsalovým trenérem a zakladatelem a předsedou českého spolku Dětský futsal.

## Život
Již během studií na gymnáziu v Zastávce u Brna se věnoval psaní a působil jako externí redaktor převážně v kulturních magazínech. Po maturitě rok působil jako redaktor ve Vyškovském deníku (tehdejší Vyškovské noviny), kde se zaměřoval na komunální politiku.
Z Vyškovského deníku přešel do Brněnského deníku (tehdejší Deník Rovnost), kde se věnoval komunální politice v městských částech. V Brně se zabýval také investigativní žurnalistikou se zaměřením na činnost místních krajně pravicových hnutí.
Po odchodu z Brněnského deníku krátce působil jako mediální konzultant v soukromém sektoru, než se v roce 2005 stal šéfredaktorem odborného časopisu Connect s tematikou informačních technologií u vydavatelství Computer Press. Po odchodu z časopisu Connect zůstal ve vydavatelství Computer Press, kde se stal šéfredaktorem měsíčníku Osobní Finance.
Po svém působení ve vydavatelství Computer Press odešel do soukromého sektoru, kde se věnoval mediálním konzultacím a práci public relations specialisty. V roce 2009 pak začal vystupovat pod značkou Lesensky.cz a v roce 2012 založil public relations a marketingovou agenturu stejného jména.
V pozici porotce se pravidelně účastní soutěží Česká cena za PR, EFFIE, Young Lions či Lemur. Kromě komerčního sektoru se angažuje také v oblasti politického marketingu, kde pomáhal s kampaněmi ve volbách komunálních, krajských, prezidentských či do europarlamentu.

## Agentura Lesensky.cz
Agentura Lesensky.cz je jediným mimopražským členem české Asociace Public Relations Agentur. K jejím klientům patřil E.ON, cestovní agentura Invia, Aqualand Moravia či LOMAX. V roce 2018 agentura poprvé zvítězila v České ceně za public relations (sekce Politická komunikace, politické public relations, Public Affairs) se svou kampaní pro nadaci Prezident 21.. Ve stejném roce také agentura získala se svým webem 2. místo v soutěži WebTop100. Rok 2019 agentuře přinesl další ocenění, a to získání ceny LEMUR (dříve Česká cena za Public Relations) pro Báru Polákovou v kategorii Digital&Social Media s kampaní k videoklipu k písni 2-8-5. Rovněž zaštiťuje vzdělávací projekty PR Gang a PR Akademie a je členem kolektivu PR Network. V roce 2022 agentura zvítězila v soutěži WebTop100 v kategorii Firemní web a za agenturní web Lesensky.cz se umístila na 3. místě v kategorii Firemní komunikace.

## Osobní život
Žije s manželkou a dvěma dětmi v Brně. Ve volném čase trénuje a hraje futsal (více než 1000 odehraných zápasů, více než 1500 soutěžních gólů).